# Sacco-Bretter

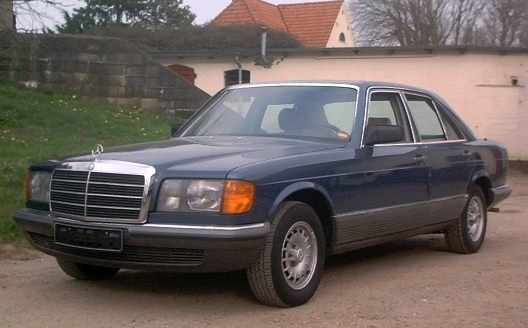
1979 das erste Fahrzeug mit „Sacco-Brettern“: Der W 126

Als Sacco-Bretter werden spezielle Seitenschutzleisten als Stilelement bei Mercedes-Fahrzeugen der 1980er und 1990er Jahre bezeichnet, die im Design der Stoßstangen um die Karosserie geführt werden. Benannt sind sie nach dem Designer Bruno Sacco.
Eingeführt wurden die „Sacco-Bretter“ im Jahr 1979 mit der Baureihe W 126. Zu dieser Zeit waren die meisten Fahrzeuge noch mit massiven, meist verchromten Stoßstangen ausgestattet, schon die beim W 126 als Stoßstangen eingesetzten Kunststoffschürzen waren gewöhnungsbedürftig. Noch gewöhnungsbedürftiger war für viele, dass das Design dieser Kunststoffschürzen optisch auch an der Fahrzeugseite weitergeführt wurde. So wurde der Begriff „Sacco-Bretter“ anfangs eher spöttisch gebraucht.
Mit der Zeit wurden die „Sacco-Bretter“ vom Käufergeschmack akzeptiert und im Rahmen einer Modellpflege auch bei anderen Modellen eingeführt, die zuvor mit normalen Seitenschutzleisten ausgerüstet waren. Dazu gehören die Baureihen W 201 (1988) und W 124 (1989). Neue Modellreihen kamen in dieser Zeit von Beginn an mit „Sacco-Brettern“ auf den Markt. Dazu gehören die Baureihen R 129 (1989), W 140 (1991), C 140 (1992).
Die jeweils nachfolgenden Baureihen wurden nicht mehr mit „Sacco-Brettern“ ausgerüstet, allerdings endete deren Einsatz erst nach 21 Jahren 2001 mit der Einstellung der Baureihe R 129.

## Beispiele

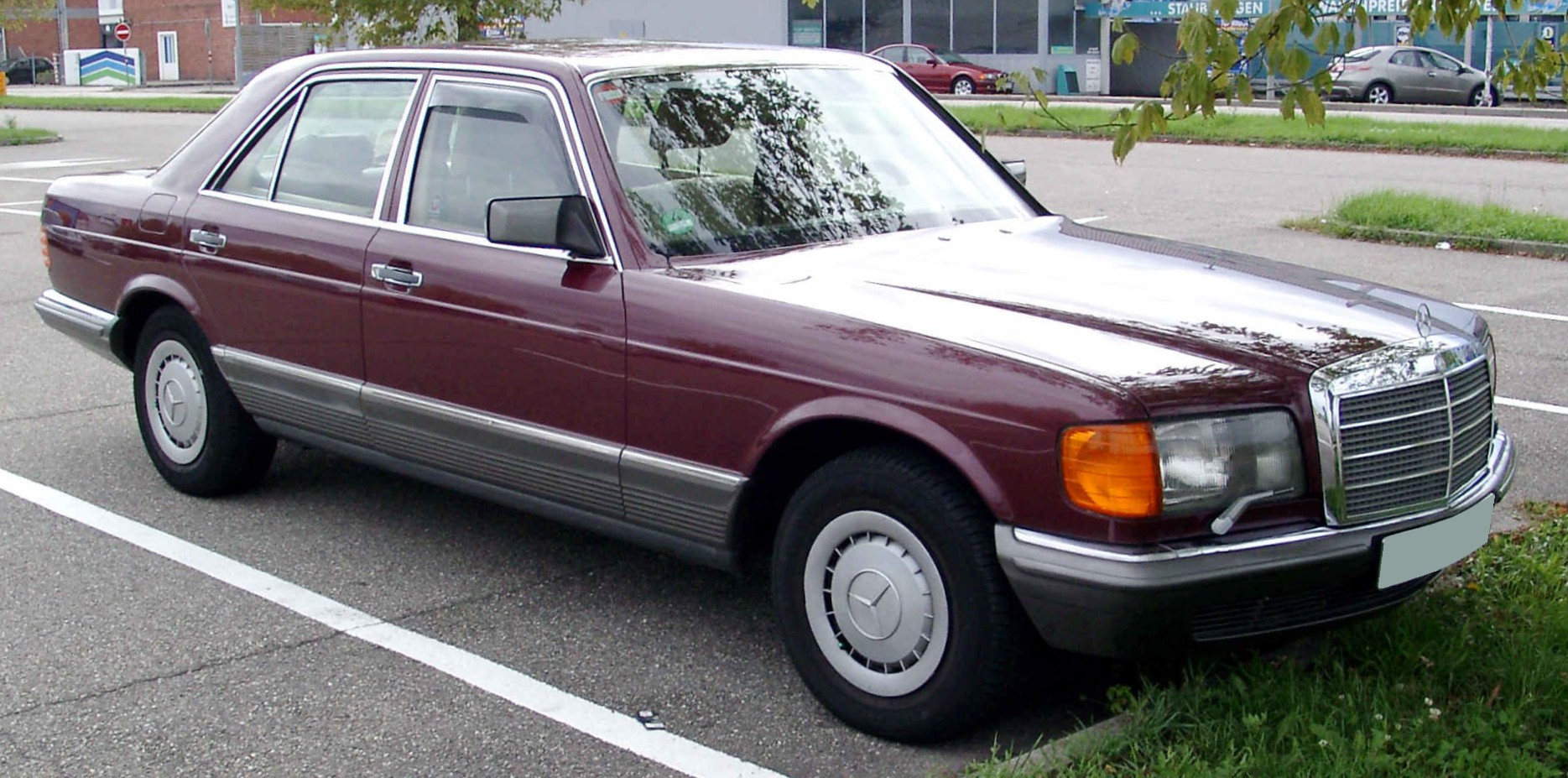
W 126 bis 1985 mit geriffelten Sacco-Brettern
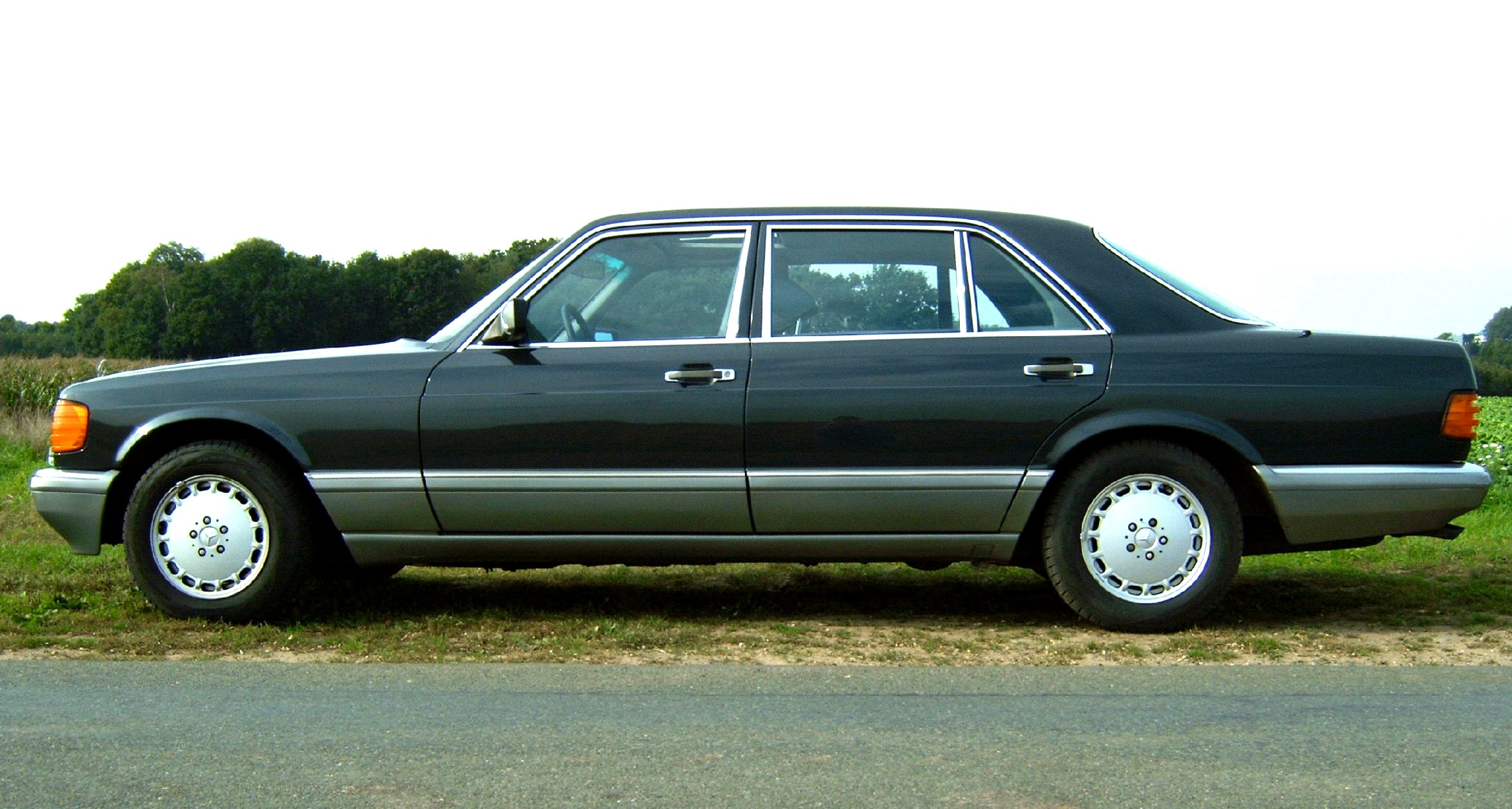
W 126 ab 1985 mit glatten Sacco-Brettern
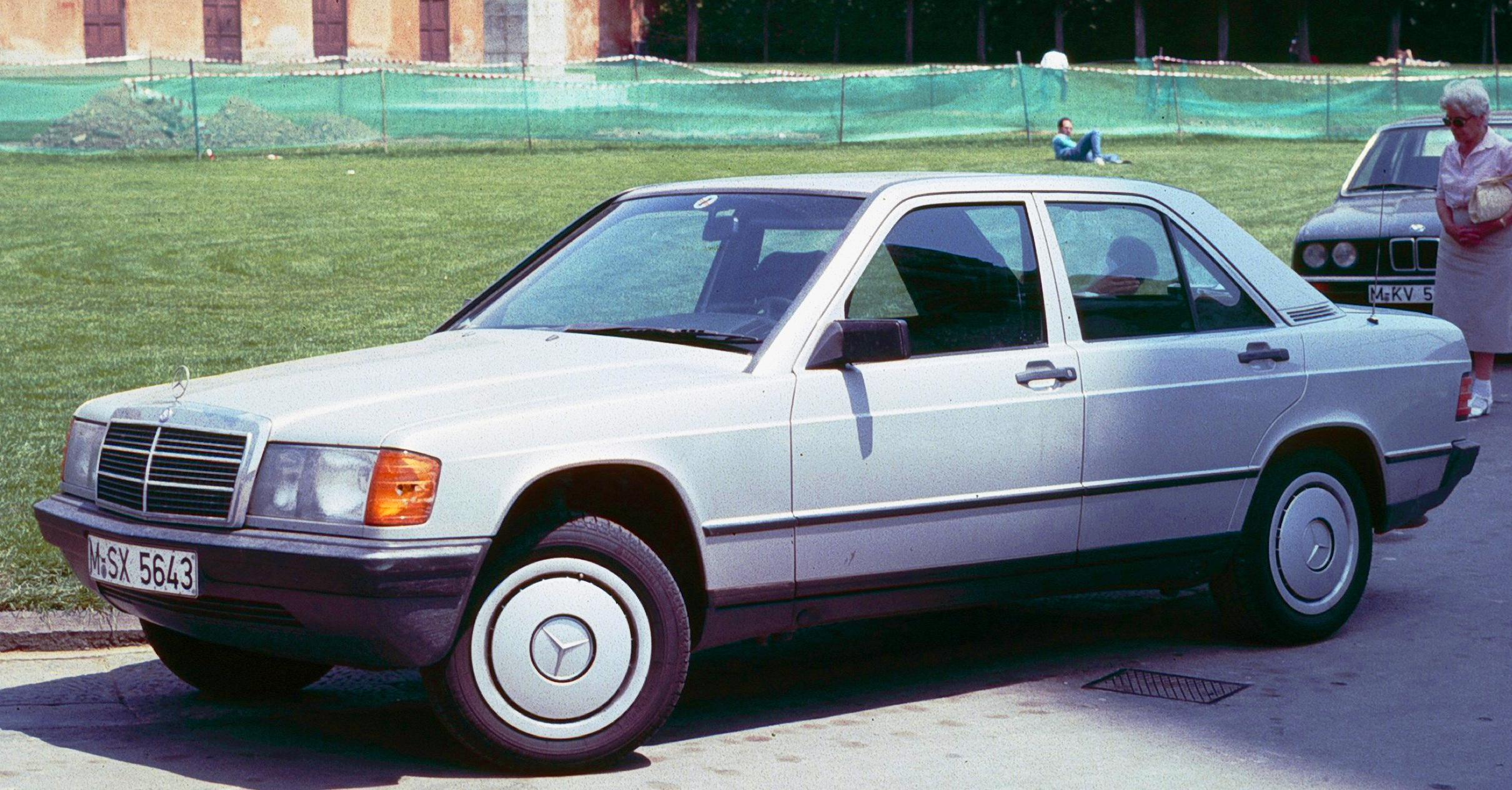
W 201 bis 1988 mit Seitenschutzleisten
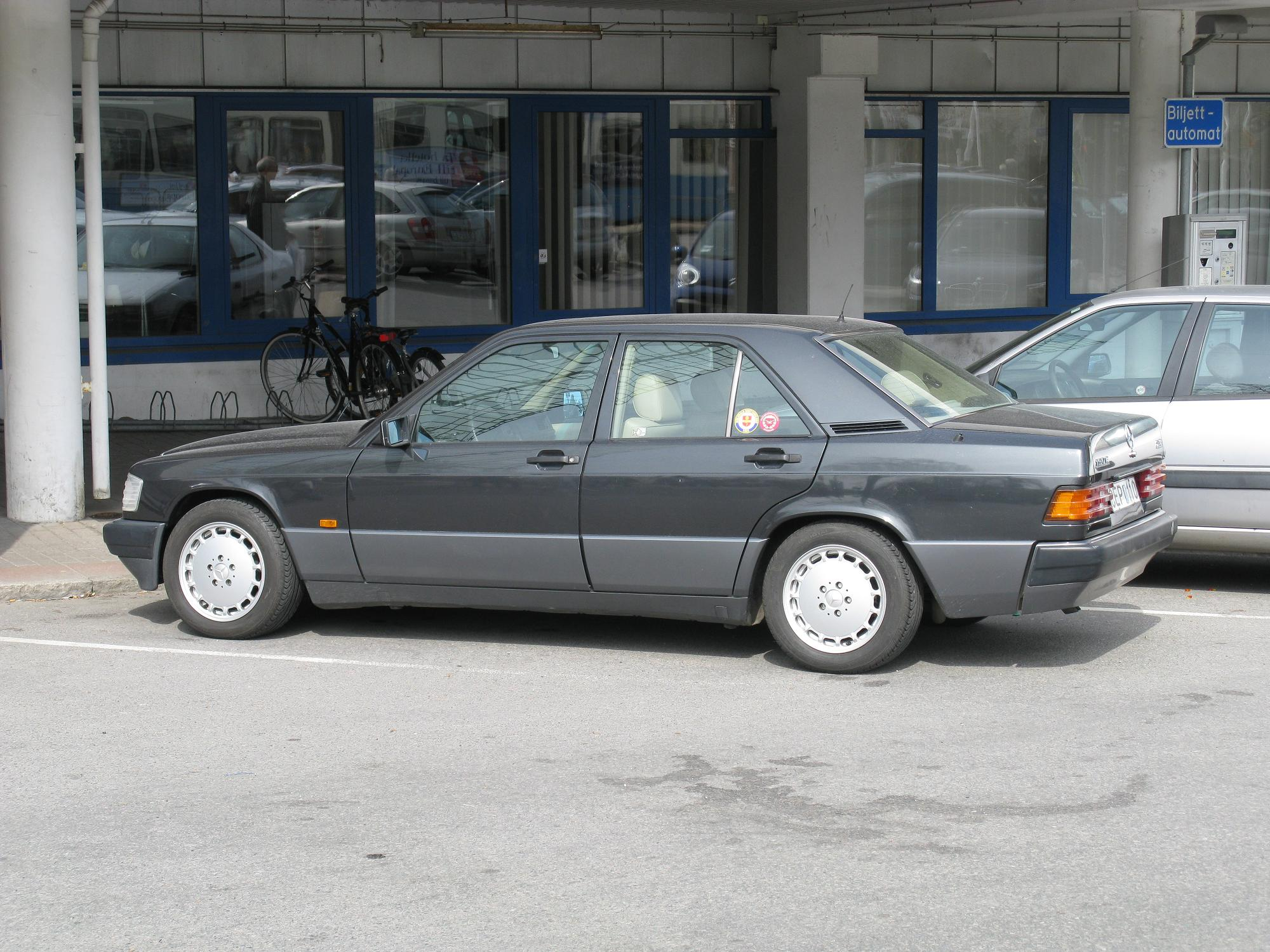
W 201 ab 1988 mit Sacco-Brettern
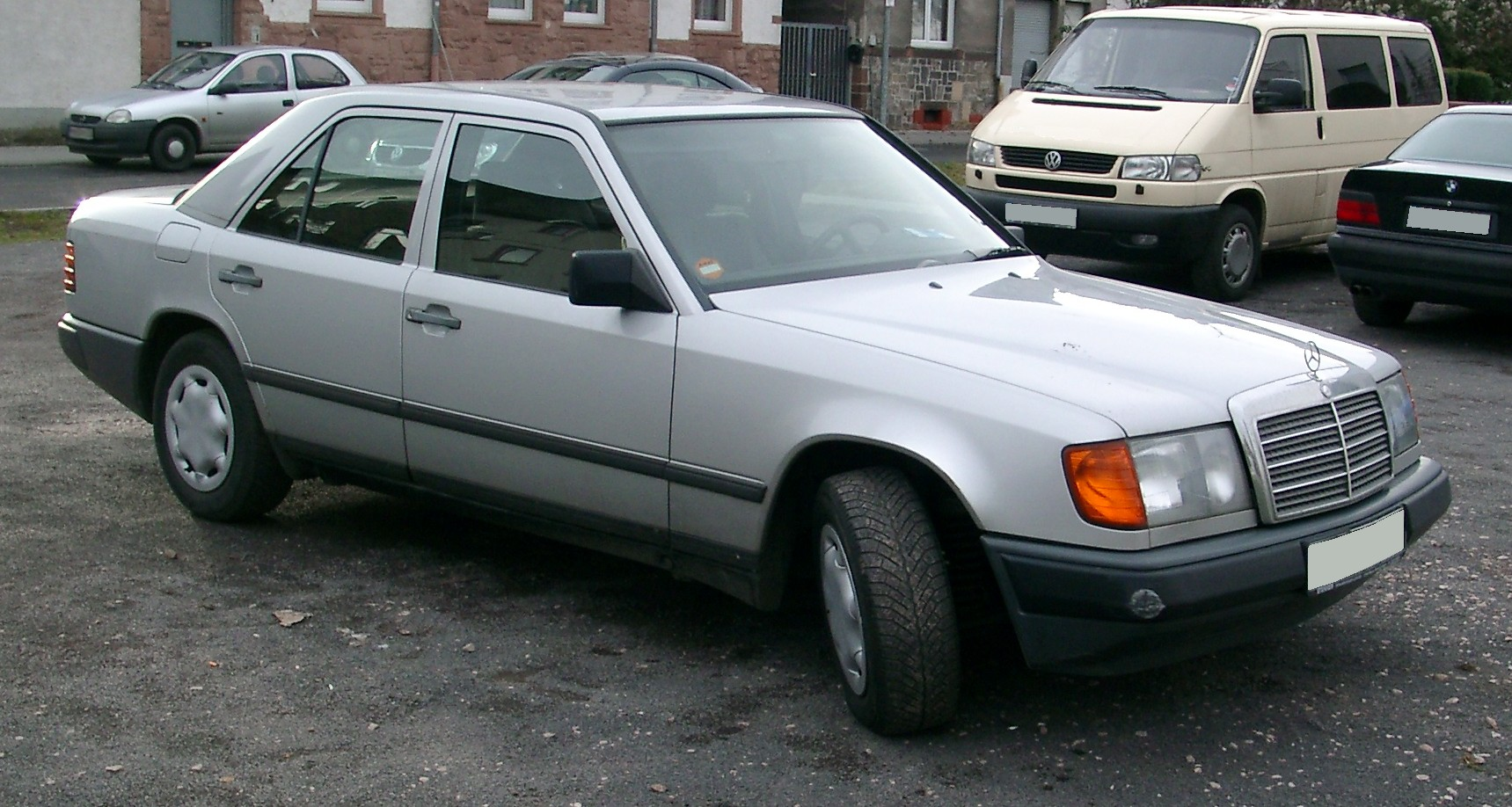
W 124 bis 1989 mit Seitenschutzleisten
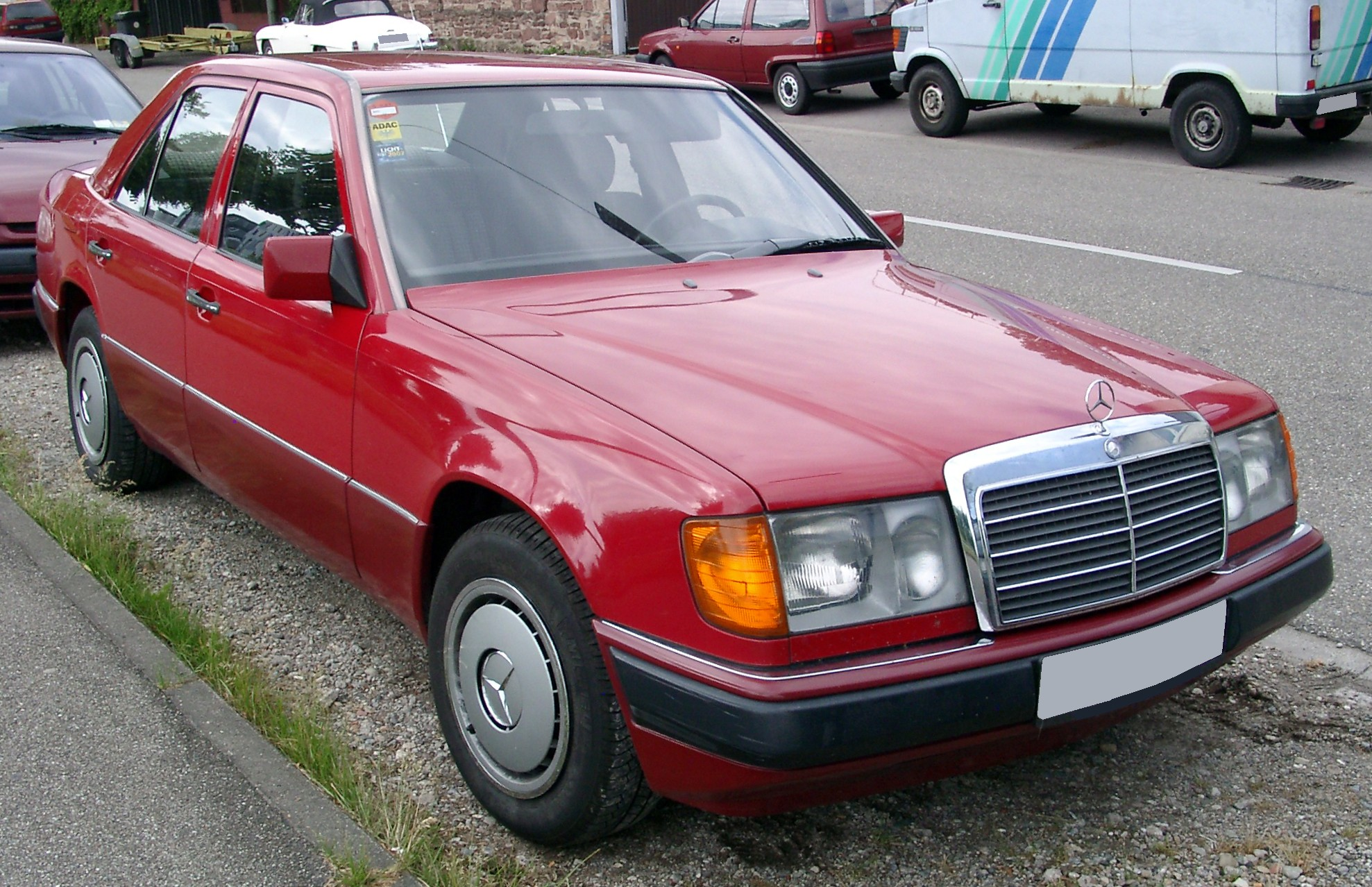
W 124 ab 1989 mit Sacco-Brettern